# سیارک ۱۷۷۷
سیارک ۱۷۷۷ (به انگلیسی: 1777 Gehrels، نامگذاری:4007P-L) هزار و هفتصد و هفتاد و هفتمین سیارک کشف شده‌است که در ۲۴ سپتامبر ۱۹۶۰ کشف شد.
قدر مطلق سیارک برابر ۱۱٫۱۰ است.